# Mars Sample Return
Mars Sample Return (MSR, dosł. "powrót próbek marsjańskich") - planowana wspólna misja NASA i Europejskiej Agencji Kosmicznej zakładająca transport próbek gruntu - pobranych na Marsie - na Ziemię. Obecny (2025 r.) status misji jest niejasny: ESA zapowiada jej kontynuację, ale plan budżetu NASA na rok 2026 przewiduje anulowanie MSR.  
W dotychczasowym planie misji, zakładano iż próbki będą przygotowywane na powierzchni Marsa m.in. przez łazik Perseverance (rzeczywiście, pierwsza z próbek została pobrana już w 2022 r. ). Ta i następne próbki miały następnie być przejęte przez specjalnie stworzony lądownik (''Sample Retrieval Lander''), wystrzelone na orbitę Marsa ("Mars Ascent Vehicle") oraz powrócić na Ziemie z udziałem statku powrotnego ("Earth Return Orbiter", ERO). 
W 2025 ESA potwierdziła chęć kontynuacji programu niezależnie od udziału NASA , europejska agencja twierdzi przy tym, że elementy misji takie jak  ERO (który już w 2024 osiągnął tzw. dojrzałość projektową ) są cenne z punktu widzenia przyszłych misji załogowych .

## Elementy misji
- Sample Retrieval Lander - start w 2028
- 2 małe helikoptery
- Mars Perseverance
- Mars Ascent Vehicle
- Earth Return Orbiter - start w 2027, zbudowany przez ESA
- Earth Entry System - lądowanie z próbkami w 2033